# Stazione di Antrim
La stazione di Antrim (ingl. Antrim railway station) si trova nell'omonima città in Irlanda del Nord.
Attualmente l'unica linea che vi passa è la Belfast-Derry. La stazione fu aperta l'11 aprile 1848 e chiusa al traffico di merci il 4 gennaio 1965.

## Treni
Dal settembre 2009, da lunedì a sabato c'è un treno ogni due ore, per direzione, verso o la stazione di Belfast Great Victoria Street o quella di Londonderry, con servizi aggiuntivi durante le ore di punta. Ci sono cinque treni giornalieri per direzione durante la domenica. Tutti i servizi sono forniti dall'operatore ferroviario nordirlandese, la Northern Ireland Railways.

## Servizi ferroviari
- Belfast-Derry

## Servizi
- Biglietteria self-service
- Capolinea autolinee extraurbane
- Sottopassaggio
- Servizi igienici